# Misael Argeñal
Misael Argeñal Rodríguez (Jacaleapa, El Paraíso, 21 de janeiro de 1954), é um pastor evangélico, escritor e conferencista internacional natural de Honduras. É o atual presidente da  Universidade Cristã de Honduras, fundada pelo Ministério Internacional Colheita (Igreja do Evangelho Quadrangular) em 13 de Agosto de 2004.

## Vida
Misael é original de Jacaleapa, no estado de El Paraíso, no leste de Honduras. É filho de pastores que tiveram grande influência na evangelização de todo o território hondurenho. Em 1977 fundou o Ministerio Internacional La Cosecha (Ministério Internacional Colheita).
Ainda jovem, saiu a pastorear ao lado de sua esposa, María Elena de Argeñal, em um dos lugares mais conflitantes de San Pedro Sula, no bairro de Sunceri. Argeñal pregou nos bares, bordéis e bocas de fumo da região. Suas ações ministeriais o levaram a ser pastor geral de mais de 100 mil fiéis no território nacional e nos demais países, através da igreja principal situada em San Pedro Sula, e das mais de 70 igrejas filiais espalhadas por Honduras e pelo mundo.
Misael é um pastor conhecido e de muita influência em Honduras. Em 2014, deixou o país devido ameaças de morte. O Departamento de Relações Públicas do Ministério Colheita emitiu um comunicado dizendo que o pastor tinha saído para jejuar e orar em prol da grande cruzada evangelística que ele organiza todos os anos em diferentes estádios de futebol de San Pedro Sula.
Em 2 de janeiro de 2016, fez uma cirurgia de urgência, em uma clínica privada em San Pedro, depois de ser atacado por um estranho fungo nas narinas. No entanto, em fevereiro do mesmo ano, Argeñal foi curado, segundo ele alega, por um milagre, como expresso por sua esposa, a pastora María Elena.

## Atividades ministeriais
O Ministério Internacional Colheita tem alcance nacional e internacional, através dos meios de comunicação, redes sociais e sites. Argeñal ganhou apoio de Josué Cover, um jovem comunicador social e apresentador de televisão, que faz parte de sua equipe ministerial servindo como assessor de imagem, alcançando liderança em Honduras nas redes sociais.
Como conferencista, Argeñal recebeu muitos convites, pregando em toda América Central, Brasil, Equador, Colômbia, Peru, Venezuela, Inglaterra e em muitos outros países da Europa. Pregou para milhares de pastores em diferentes países, como no Brasil.
Misael é um televangelista reconhecido. No rádio, ele dirige programas religiosos e também de ajuda humanitária. Atualmente é diretor do programa "Consulta Pastoral", transmitido pelo Canal 39 e pela Radio Estéreo Fiel (FM).
Ele é presidente da empresa de comunicação "MILCO", que possui sete estações de rádio e o Canal 39 de televisão.
É presidente do conselho administrativo da Universidade Cristã de Honduras, na qual muitos jovens de baixas condições são matriculados e recebem ensino.

### Ministério Internacional Colheita
O Ministério Internacional Colheita possui projetos sociais como a clínica médica "Brazos de Misericordia", o orfanato "Casa Hogar Luz", o "Ministerio Restauración Vida", de reabilitação para pessoas viciadas em álcool e drogas. Escolas técnicas vocacionais para jovens de menor condição e centros educacionais que vão do jardim de infância até o ensino superior. Sua esposa, María Elena, realiza um projeto de ajuda a grupos étnicos.
O templo atual da igreja principal tem capacidade para 20.000 pessoas e ainda segue em construção. Conta com 60.000 membros ativos em todo o país e outros milhares de fiéis em diferentes nações. A igreja opera com os grupos familiares (também conhecidos por células).
Anualmente a igreja realiza um congresso internacional voltado para os jovens, chamado Generación Sin Límites (GSL), com convidados internacionais.
A Igreja Colheita é a maior em número de membros da denominação Quadrangular, com frequência dominical de 25.000 fiéis.

## Obras
Alguns livros publicados por Argeñal são:
- Hablemos de Hombre a Hombre
- Una Sola Carne
- Crónicas de una gran Cosecha